# 佐伊·阿兰奇尼
佐伊·阿兰奇尼（英語：Zoe Arancini，1991年7月14日—），澳大利亚女子水球运动员，2013年世界游泳锦标赛女子水球银牌得主、2019年世界游泳锦标赛女子水球铜牌得主、2024年夏季奥林匹克运动会女子银牌得主。